# GeoNature
GeoNature est un outil libre conçu et développé par les parcs nationaux français et une communauté d'acteurs de la biodiversité,.
Géonature est un logiciel destiné à la gestion et à l'étude de la biodiversité. Il est utilisé par de nombreux acteurs du domaine de l'environnement, notamment des chercheurs, des biologistes, des gestionnaires de parcs, des associations de protection de la nature, et d'autres professionnels travaillant dans le domaine de la conservation.
Il s'agit d'un ensemble d’applications web et mobile pour saisir, gérer, partager et diffuser des données de biodiversité (faune, flore et habitats).Il offre des outils pour cartographier et visualiser ces informations, facilitant ainsi la compréhension et la prise de décision concernant la conservation des habitats naturels et des espèces.
Ce logiciel permet de saisir des données en se basant sur le référentiel TaxRef et fournit des exports au standard SINP qui est lui même inspiré du standard DarwinCode du TDWG.
Chaque outil peut être téléchargé et installé indépendamment : 
- GeoNature (pour la saisie web, la consultation et l'export des données),
- Occtax-mobile (pour la saisie mobile dans Occtax),
- GeoNature-atlas[4] (pour la diffusion des données),
- GeoNature-citizen[5] (pour la collecte citoyenne ouverte de données),
- TaxHub (pour la gestion de la taxonomie à partir de Taxref),
- UsersHub (pour la gestion des utilisateurs et de leurs droits).